# Harden McConnell
Harden M. McConnell (Richmond, 18 de julho de 1927) foi um físico-químico estadunidense.
É professor da Universidade Stanford.

## Prêmios e honrarias
Foi laureado com o Prêmio Wolf de Química em 1983/84, por "seus estudos da estrutura eletrônica de moléculas mediante espectroscopia de ressonância paramagnética e pela introdução e aplicações biológicas de técnicas de marcação de spin (spin label techniques)".
Recebeu diversos prêmios e honrarias:
- Prêmio Seção Califórnia da American Chemical Society (ACS) (1961)
- Medalha Nacional ACS em Química Pura (1962)
- Eleito para a Academia Nacional de Ciências dos Estados Unidos (1965)
- Prêmio Harrison Howe, ACS (1968)
- Prêmio Irving Langmuir (1972)
- Eleito fellow da Associação Americana para o Avanço da Ciência (1982)
- Prêmio Dickson de Ciências (1982)
- Prêmio ISCO (1984)
- Prêmio Wolf de Química (com Herbert S. Gutowsky e John Waugh) (1984)
- Medalha Pauling (1987)
- Medalha Wheland (1988)
- Medalha Nacional de Ciências - Química (1989)
- Prêmio Peter Debye, ACS (1990)
- Doctor of Science, Universidade de Chicago (honorário) (1991)
- Prêmio Bruker, Sociedade Real de Química (1995)
- Prêmio ACS em Química de Superfície (1997)
- Fellow da Biophysical Society (1999)
- Prêmio Zavoisky (2000)
- Prêmio Welch de Química (2002)